# Museo della Sindone
Il Museo della Sindone, fondato nel 1936 ad opera della Confraternita del Santo Sudario, ha sede a Torino. In esso sono esposti reperti, documenti, immagini relative alla storia del Sacro Lino, nonché una buona documentazione relativa alle ricerche scientifiche effettuate su di esso. È anche esposta un'immagine della Sindone sotto forma di ologramma, che rende evidente la sua particolare struttura tridimensionale, scoperta da Jackson e Jumper nel 1978 e confermata indipendentemente, con tecniche diverse, dal torinese Giovanni Tamburelli nello stesso anno.
Nel 1998 è stato trasferito presso la sua attuale ubicazione, la cripta della chiesa del Santo Sudario, edificata tra il 1734 e il 1764 dalla suddetta confraternita.. L'edificio sacro è visitabile a seguito della visita al museo, e vi si può trovare un singolare insieme di opere dedicate alla Sindone.
Il museo ospita, fra le opere di maggior pregio, la preziosa cassetta in cui il telo sindonico fu conservato dal '500 fino al 1998.